# Bohdan Wróblewski

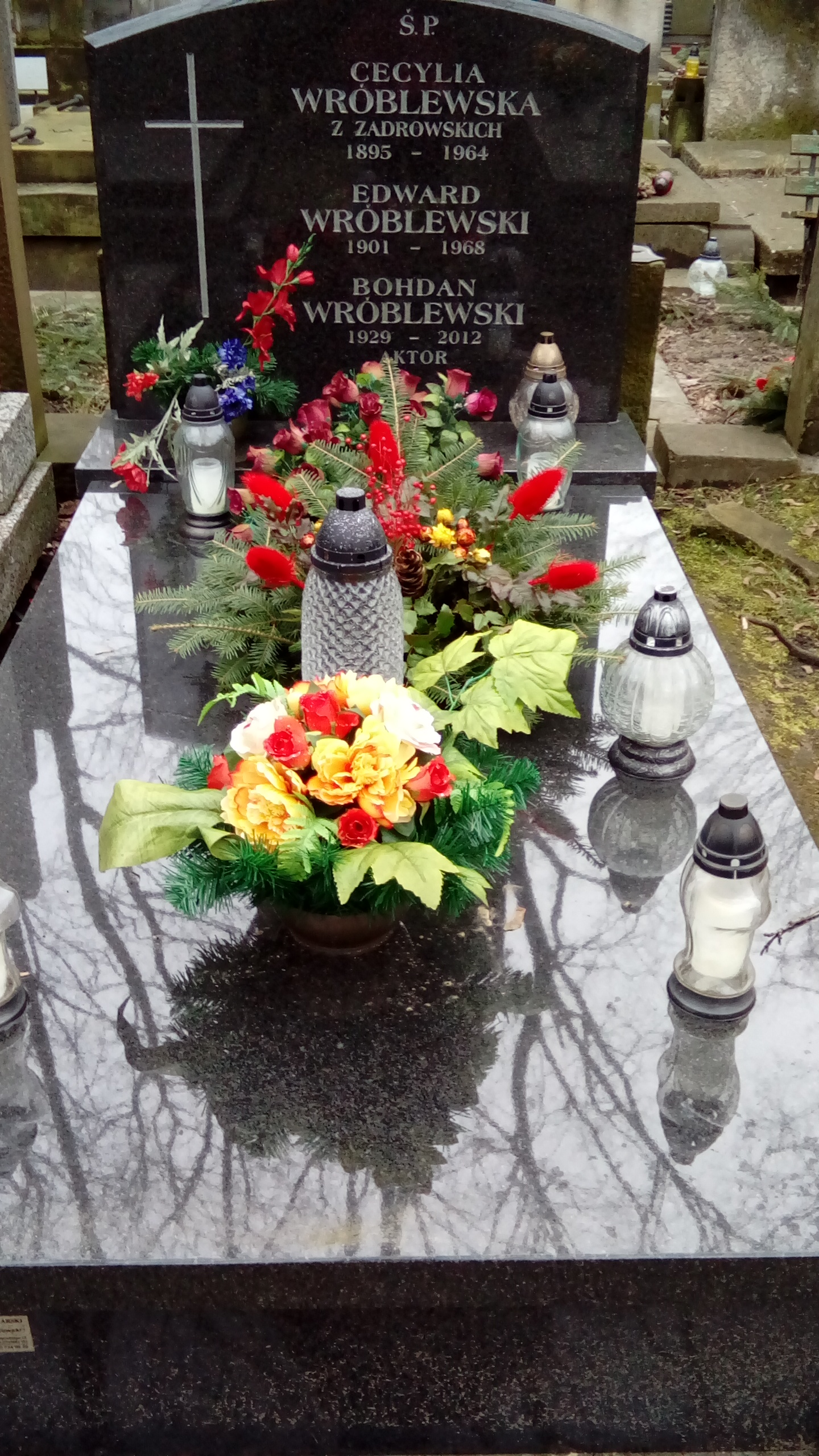
Grób Bohdana Wróblewskiego na cmentarzu Powązkowskim

Bohdan Wróblewski (ur. 23 października 1929 w Warszawie, zm. 25 września 2012 w Konstancinie-Jeziorna) – polski aktor teatralny i filmowy.

## Życiorys
Na scenie debiutował w 1949 roku. Przez wiele lat związany był zawodowo z Teatrem im. Stefana Jaracza w Łodzi. Był wykładowcą PWSFTviT w Łodzi i Akademii Muzycznej w Łodzi.
Zmarł 25 września 2012 w Domu Artystów Weteranów Scen Polskich w Skolimowie, spoczął 2 października 2012 na cmentarzu Powązkowskim w Warszawie (kwatera 236-4-14).

## Filmografia
- Jeszcze nie wieczór (2008), reż. J. Bławut – jako Tyka
- Listy miłosne (2001), reż. S. Kryński
- Królowa aniołów (1999), reż. M. Grzegorzek – jako ksiądz Wacław
- Księga wielkich życzeń (1997), reż. S. Kryński – jako pensjonariusz
- Twarz anioła (1970), reż. Z. Chmielewski – niemiecki lekarz
- Jak rozpętałem drugą wojnę światową (odc. 1) (1969), reż. T. Chmielewski – jako urzędnik w ambasadzie polskiej w Belgradzie
- Powrót doktora von Kniprode (1965) − Weiss, oficer SS (odc. 2)
- Jadą goście, jadą... (1962), reż. A. Trzos

## Role w Teatrze Tv
- Sąd nad Brzozowskim (1992), reż. G. Królikiewicz
- Blitwo, ojczyzno moja M. Krležy (1991), reż. B. Hussakowski
- Nieboszczyk pan Pic Ch. de Peyret-Chappuisa (1985), reż. M. Okopiński – jako Przedsiębiorca pogrzebowy
- Wielki człowiek do małych interesów Aleksandra Fredry (1982), reż. B. Jaklicz – jako Antoni
- Wesele Figara P. Beaumarchais’go (1972), reż. O. Koszutska – jako Gąska
- Gra o Herodzie W. Wandurskiego (1969), reż. Cz. Staszewski
- Syrena-w łaźni A. Czechowa (1967), reż. M. Małysz
- Dobry człowiek z Seczuanu B. Brechta (1966), reż. T. Minc
- Czwarty do brydża K. Makuszyńskiego (1966), reż. J. Rzeszewski
- Zazdrość kocmołucha Moliera (1965), reż. E. Bonacka
- Nie trzeba się zarzekać A. de Musseta (1965), reż. B. Bormann
- Pan Puntilla i jego sługa Matti B. Brechta (1964), reż. T. Minc – jako Attaché

## Ordery i odznaczenia
- Krzyż Oficerski Orderu Odrodzenia Polski (1989)[2]
- Krzyż Kawalerski Orderu Odrodzenia Polski (1979)[2]
- Srebrny Medal „Zasłużony Kulturze Gloria Artis” (31 sierpnia 2006)[3]
- Medal Pro Publico Bono im. Sabiny Nowickiej (2007)[4]

## Nagrody
- Wyróżnienie na Kaliskich Spotkaniach Teatralnych za rolę Clarka w Karierze Artura Ui w Teatrze im. Stefana Jaracza w Łodzi (1963)[5]